# モルデカイ

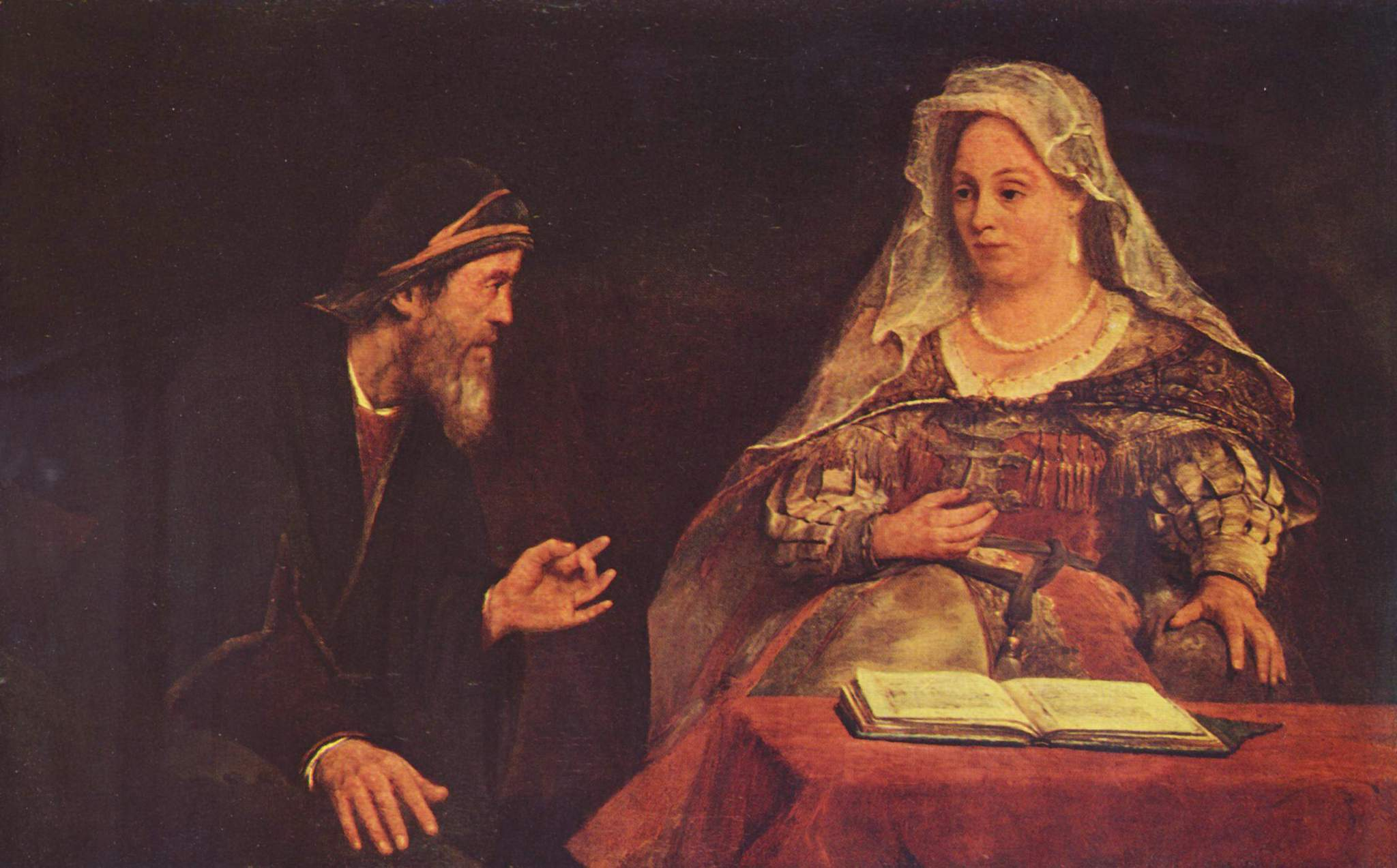
エステルとモルデカイ、アールト・デ・ヘルデル画

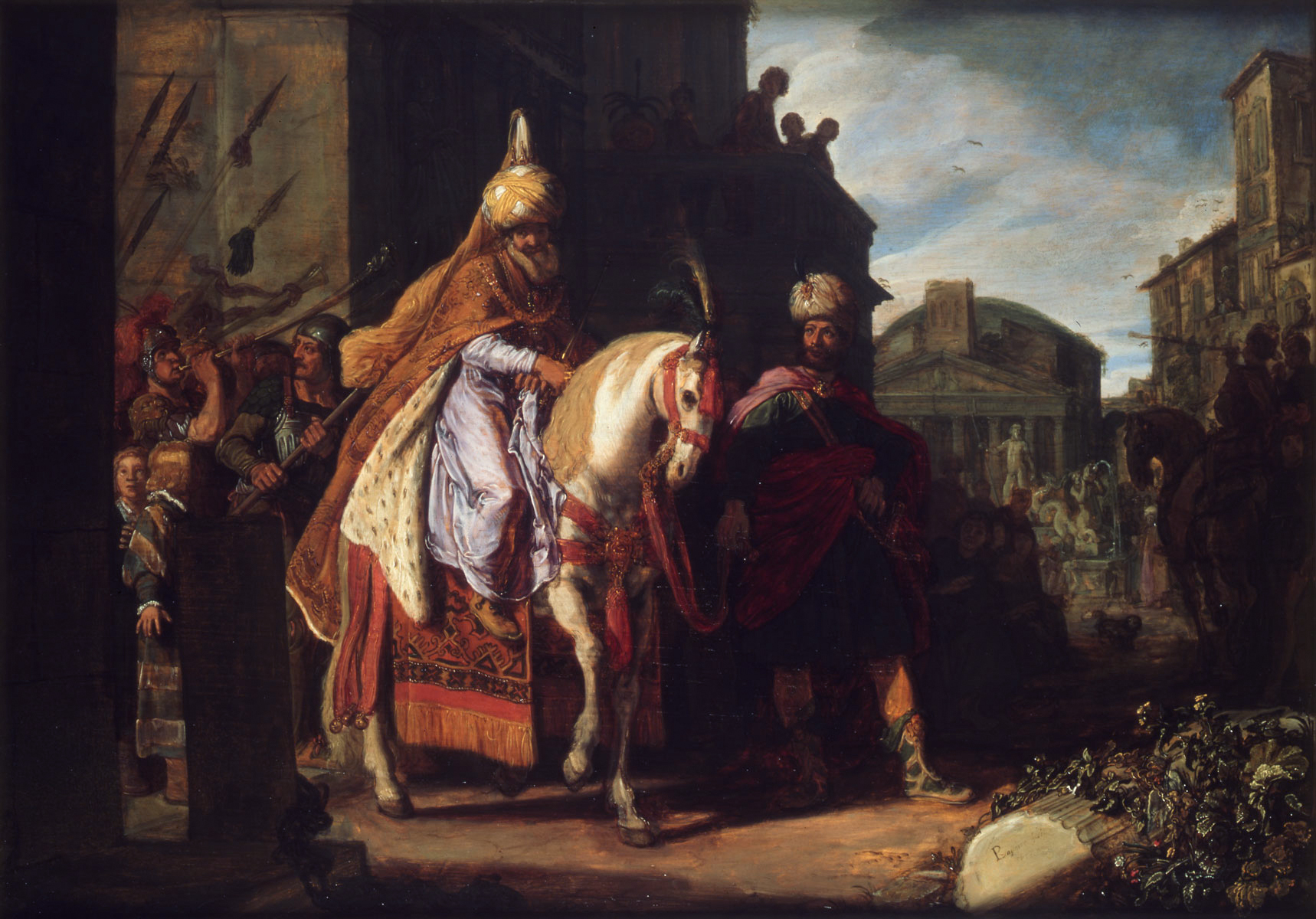
「モルデカイの凱旋」ピーテル・ピーテルズ・ラストマン画

モルデカイ（ヘブライ語: מָרְדֳּכַי, ラテン文字転写: Mordecai, Mordechai）は、旧約聖書の登場人物。
1. バビロンから流刑後、エルサレムに帰還した人（エズラ記2:1、2）。
2. 以下、全て参照聖句は『エステル記』による。『エステル記』に登場する、ベニヤミン人（2:5）。エステルのいとこで、養育者（2:7）。聖書によれば、クセルクセス王が新しい王妃を選ぶためエステルも招かれた時、モルデカイは彼女に自分の民族の事は話さないように勧告した（2:8、2:10、20）。モルデカイはエステルの安否を気にかけ、宮殿の前を行き来していた（2:11）。モルデカイが王宮の門に座っている時、彼は宦官ビグタンとテレシュが王を殺そうと企てているのを知り、エステルを通して王に告げた（2:21-23）。ハマンが高い地位に就き、王はハマンに敬礼するよう命じていたが、ユダヤ人のモルデカイはそうしなかった（3:1-4）。それにハマンは激怒し、国中にいるモルデカイの民族ユダヤ人を絶滅させようとした（3:5-6）。それを知ったモルデカイは深く嘆き、エステルに王と交渉してユダヤ人が滅ぼされないよう懇願するよう指示した（4:1、4:8）。それは危険な行為だったが、モルデカイはエステルを説得した（4:9-14）。クセルクセス王はある日、宮廷日誌を調べ、モルデカイが過去に王を殺そうと企てた宦官たちの悪事を報告した事に関して、まだ褒美をしていない事に気付き、彼にどのような栄誉を与えるべきかハマンに相談した。ハマンは自分が栄誉を受けるものと思い、王服を着させ馬に乗せて人々の前で栄誉を与えるよう提案した。それで、モルデカイはそのような栄誉を受けたが、ハマンは悔しい思いをした（6章）。その後、エステルによってハマンの悪事は暴露され、モルデカイを処刑するために用意されていた杭にハマンは掛けられ処刑された（7章）。モルデカイはハマンに代わって高い地位に就き（8:2）、王の権威を行使しユダヤ人が自衛する権限を与えた（9:10、11）。こうして、ユダヤ人は滅びに至る事なく済み、敵から勝利した日を祝うようになった。モルデカイも記念日とするよう布告した（9:17-22）。この日はユダヤ人の間でプリムと呼ばれ祝われるようになった（9:26-32）。